# جاي ويليام وايت
جاي ويليام وايت (بالإنجليزية: J. William White)‏ هو جراح أمريكي، ولد في 2 نوفمبر 1850، وتوفي في 24 أبريل 1916.